# Leichtathletik-Europameisterschaften 1969/1500 m der Frauen

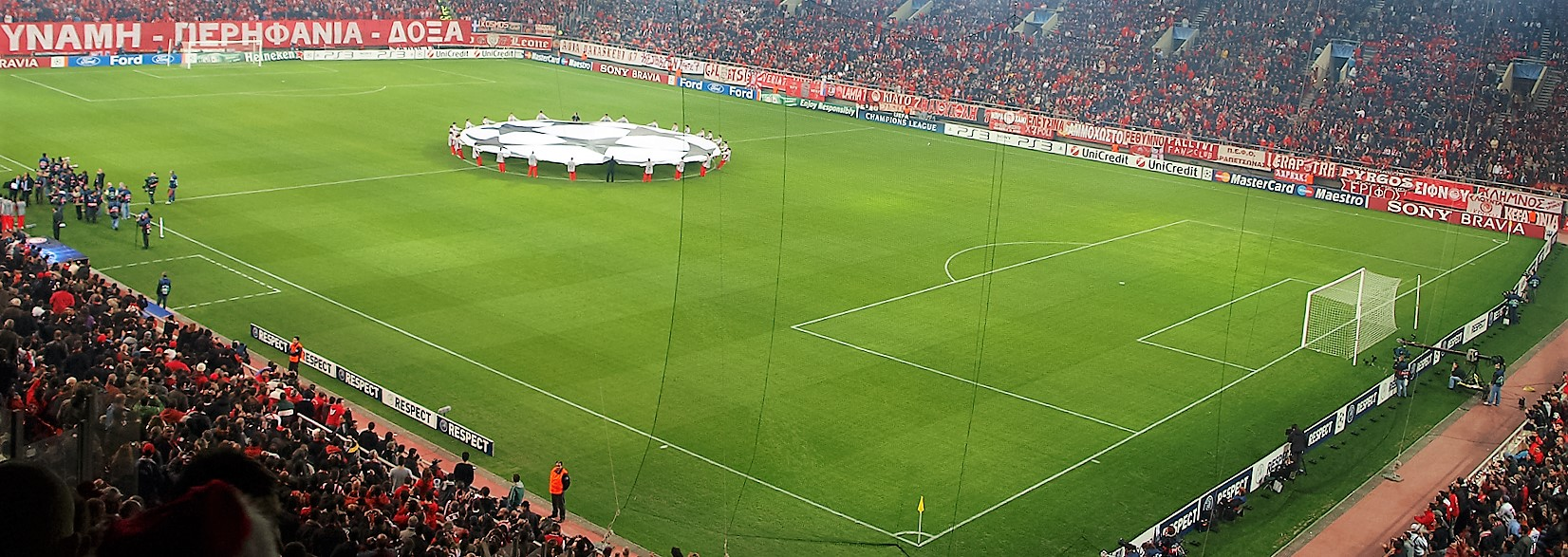
Das Karaiskakis-Stadion im Jahr 2009

Der 1500-Meter-Lauf der Frauen bei den Leichtathletik-Europameisterschaften 1969 wurde am 10. und 11. September 1969 im Athener Karaiskakis-Stadion ausgetragen. Der Wettbewerb stand erstmals auf dem Programm einer hochkarätigen internationalen Meisterschaft.
Europameisterin wurde die Tschechoslowakin Jaroslava Jehličková, die das Rennen in neuer Weltrekordzeit gewann. Den zweiten Platz belegte die niederländische Olympiadritte von 1968 über 800 Meter Maria Gommers. Bronze ging an die Italienerin Paola Pigni.

## Bestehende Rekorde
| Weltrekord           | 4:12,4 min                                                | Paola Pigni                                               | Mailand, Italien                                          | 2. Juli 1969                                              |
| Europarekord         | 4:12,4 min                                                | Paola Pigni                                               | Mailand, Italien                                          | 2. Juli 1969                                              |
| Meisterschaftsrekord | Wettbewerb erstmals im Programm der Europameisterschaften | Wettbewerb erstmals im Programm der Europameisterschaften | Wettbewerb erstmals im Programm der Europameisterschaften | Wettbewerb erstmals im Programm der Europameisterschaften |

Im ersten Rennen gab es einen ersten EM-Rekord in dieser bei Europameisterschaften neuen Disziplin, der dann im Finale noch einmal gesteigert wurde. Darüber hinaus wurden ein neuer Weltrekord sowie sechs neue Landesrekorde aufgestellt.
- Meisterschaftsrekorde:
  - 4:17,2 min – Paola Pigni (Italien), erster EM-Rekord im ersten Vorlauf am 19. September
  - 4:10,7 min – Jaroslava Jehličková (Tschechoslowakei), Finale am 20. September
- Weltrekord:
  - 4:10,7 min – Jaroslava Jehličková (Tschechoslowakei), Finale am 20. September
- Landesrekorde:
  - 4:11,9 min – Maria Gommers (Niederlande), Finale am 20. September
  - 4:12,0 min – Paola Pigni (Italien), Finale am 20. September
  - 4:13,2 min – Ljudmila Bragina (Sowjetunion), Finale am 20. September
  - 4:15,2 min – Regine Kleinau (DDR), Finale am 20. September
  - 4:15,9 min – Rita Ridley (Großbritannien), Finale am 20. September
  - 4:16,6 min – Anne-Marie Nenzell (Schweden), Finale am 20. September

## Vorrunde
19. September 1969, 11.40 Uhr
Die Vorrunde wurde in zwei Läufen durchgeführt. Die ersten sechs Athletinnen pro Lauf – hellblau unterlegt – qualifizierten sich für das Finale.

### Vorlauf 1

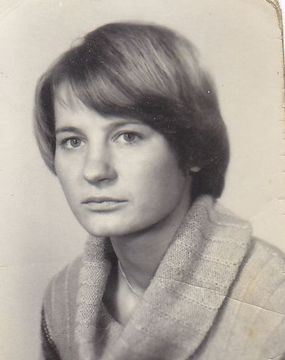
Wie schon über 800 Meter reichte es für Zofia Kołakowska nicht zum Finale

| Platz | Name                | Nation           | Zeit (min) |
| ----- | ------------------- | ---------------- | ---------- |
| 1     | Paola Pigni         | Italien          | 4:17,2 CR  |
| 2     | Rita Ridley         | Großbritannien   | 4:18,2     |
| 3     | Ljudmila Bragina    | Sowjetunion      | 4:18,3     |
| 4     | Gunhild Hoffmeister | DDR              | 4:18,4     |
| 5     | Ilja Keizer         | Niederlande      | 4:18,6     |
| 6     | Emilia Privrelová   | Tschechoslowakei | 4:19,0     |
| 7     | Lyudmila Safonova   | Sowjetunion      | 4:21,3     |
| 8     | Wassilena Amsina    | Bulgarien        | 4:22,3     |
| 9     | Maria Linca         | Rumänien         | 4:24,6     |
| 10    | Zofia Kołakowska    | Polen            | 4:25,4     |
| 11    | Anne O’Brien        | Irland           | 4:34,4     |

### Vorlauf 2

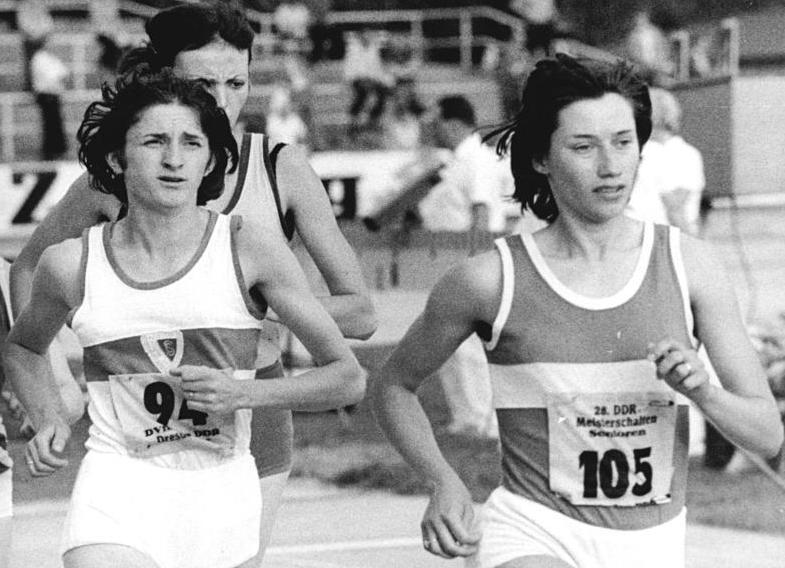
Waltraud Pöhland (links), spätere Waltraud Strotzer, erreichte im zweiten Vorlauf nicht das Ziel

| Platz | Name                 | Nation           | Zeit (min) |
| ----- | -------------------- | ---------------- | ---------- |
| 1     | Maria Gommers        | Niederlande      | 4:17,9     |
| 2     | Anneloes Bosman      | Niederlande      | 4:18,1     |
| 3     | Alla Kolesnikowa     | Sowjetunion      | 4:19,1     |
| 4     | Regine Kleinau       | DDR              | 4:21,5     |
| 5     | Anne-Marie Nenzell   | Schweden         | 4:22,2     |
| 6     | Jaroslava Jehličková | Tschechoslowakei | 4:28,4     |
| 7     | María Budavári       | Ungarn           | 4:31,6     |
| 8     | Thelwyn Bateman      | Großbritannien   | 4:35,2     |
| 9     | Angela Ramello       | Italien          | 4:36,6     |
| 10    | Veselinka Milošević  | Jugoslawien      | 4:36,9     |
| DNF   | Waltraud Pöhland     | DDR              |            |

## Finale

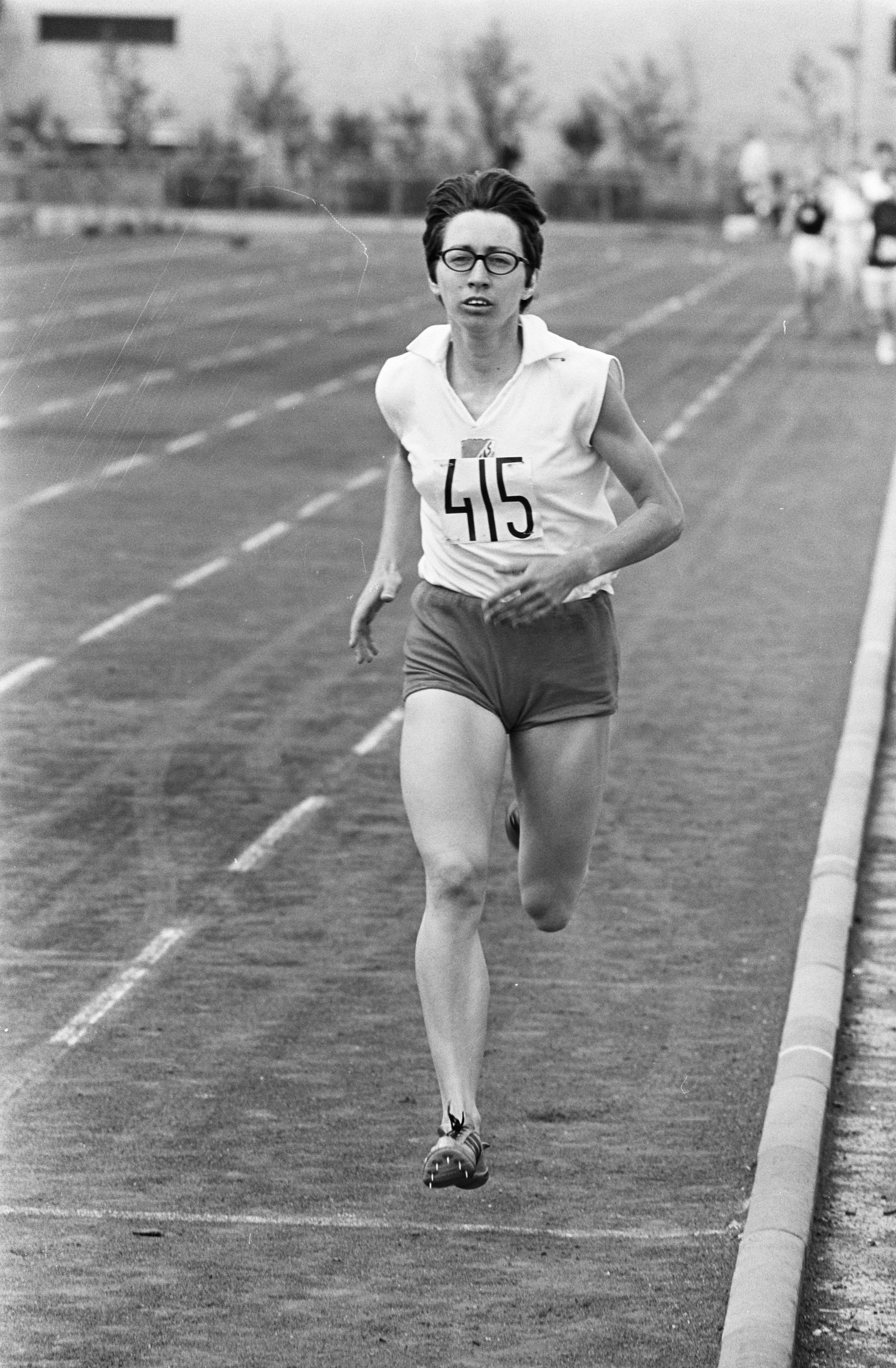
Maria Gommers, im Jahr zuvor Olympiadritte über 800 Meter, wurde Vizeeuropameisterin
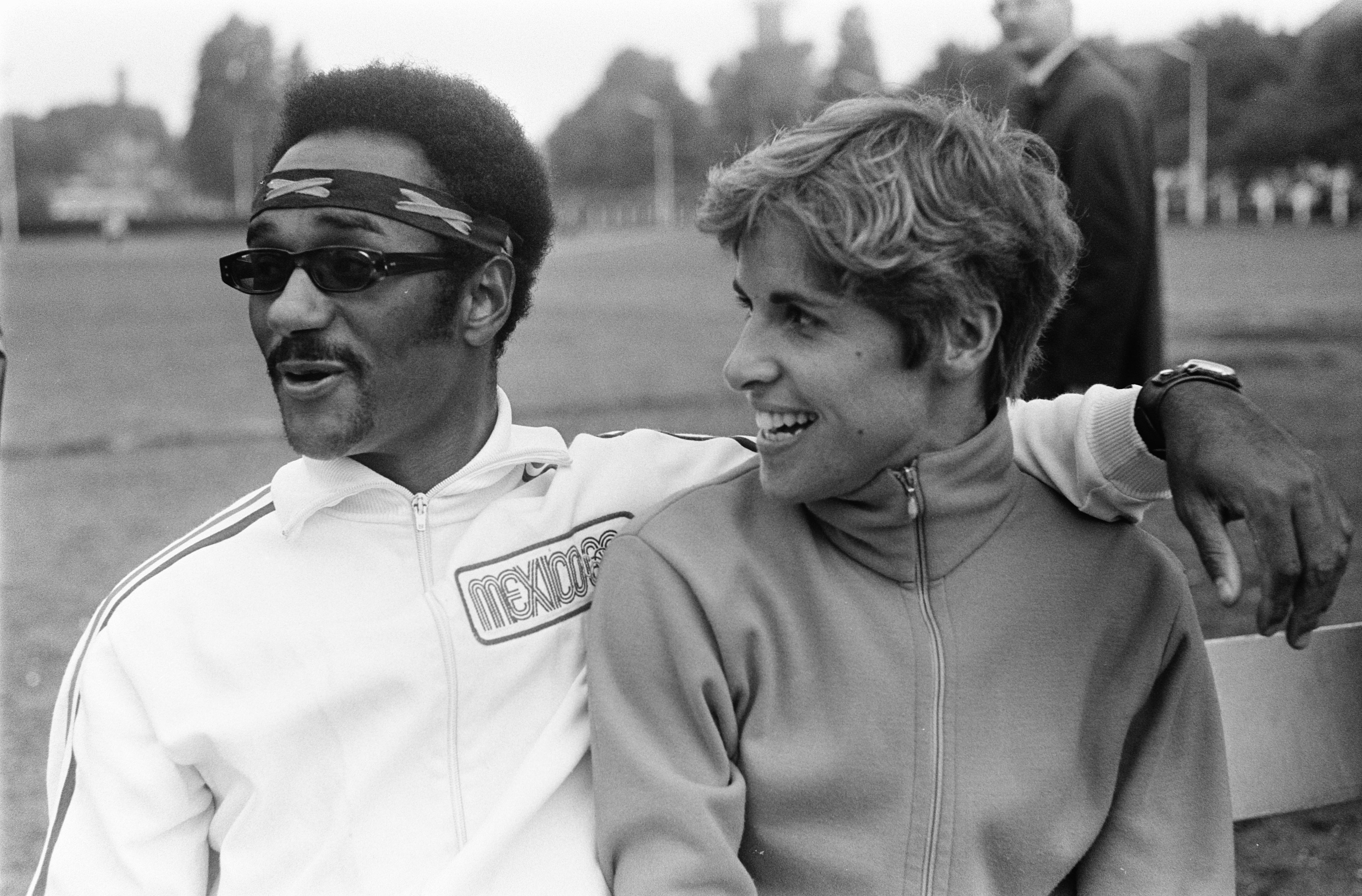
Ilja Keizer (hier mit dem US-amerikanischen Sprinter Charles Greene) erreichte drei Tage nach ihrem achten Rang über 800 Meter auf dieser längeren Mittelstrecke den fünften Platz

20. September 1969, 18.15 Uhr
| Platz | Name                 | Nation           | Zeit (min) |
| ----- | -------------------- | ---------------- | ---------- |
| 1     | Jaroslava Jehličková | Tschechoslowakei | 4:10,7 WR  |
| 2     | Maria Gommers        | Niederlande      | 4:11,9 NR  |
| 3     | Paola Pigni          | Italien          | 4:12,0 NR  |
| 4     | Ljudmila Bragina     | Sowjetunion      | 4:13,2 NR  |
| 5     | Ilja Keizer          | Niederlande      | 4:13,3     |
| 6     | Regine Kleinau       | DDR              | 4:15,2 DR  |
| 7     | Rita Ridley          | Großbritannien   | 4:15,9 NR  |
| 8     | Anne-Marie Nenzell   | Schweden         | 4:16,6 NR  |
| 9     | Anneloes Bosman      | Niederlande      | 4:17,6     |
| 10    | Alla Kolesnikowa     | Sowjetunion      | 4:18,2     |
| 11    | Gunhild Hoffmeister  | DDR              | 4:23,2     |
| 12    | Emilia Privrelová    | Tschechoslowakei | 4:32,8     |

Elektronisch wurde eine Siegerzeit von 4:10,77 min gemessen, die allerdings inoffiziell bleibt.

## Videolinks
- EUROPEI 1969 BRONZO DI PAOLA PIGNI SUI 1500, youtube.com, abgerufen am 24. Juli 2022
- European Athletics Finals (1969), Bereich: 2:33 min bis 2:50 min, youtube.com, abgerufen am 24. Juli 2022